# Johann Philipp Gabler

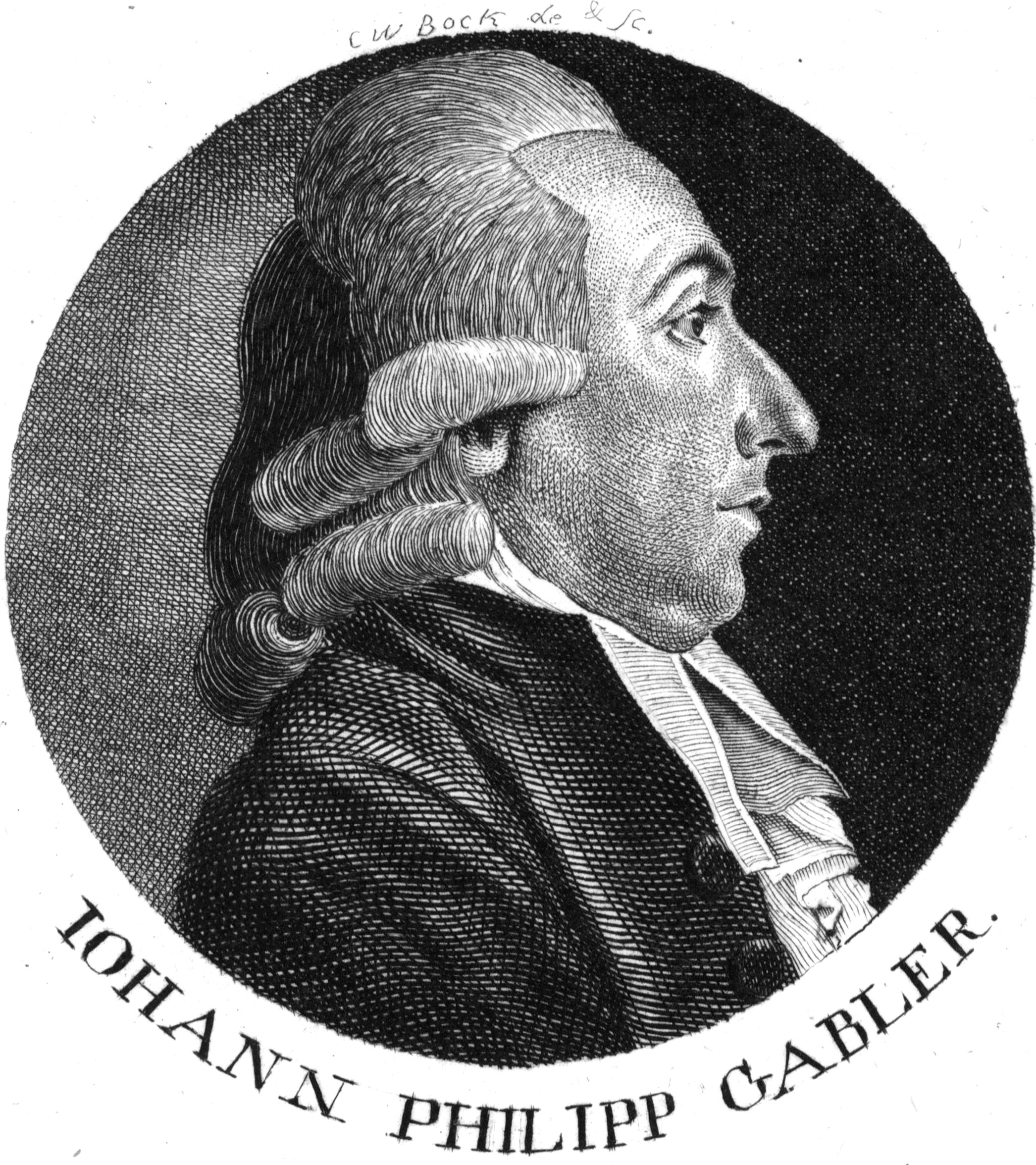
Johann Philipp Gabler

Johann Philipp Gabler (* 4. Juni 1753 in Frankfurt am Main; † 17. Februar 1826 in Jena) war ein deutscher protestantischer Theologe.

## Leben
Johann Philipp wurde als Sohn des Notars Johann Paul Gabler (* 1715; † 1775) und dessen Frau Anna Maria (geb. Becker, * 1723; † 1792) geboren. Nach anfänglicher Ausbildung durch Privatlehrer, besuchte er ab 1763 das städtische Gymnasium, das damals von Rektor Johann Georg Purmann geleitet wurde. Am 7. Oktober 1772 immatrikulierte er sich an der Universität Jena, wo er zunächst philosophische Vorlesungen bei Christian Friedrich Polz, Johann Peter Reusch, Johann Wilhelm Baier, Johann August Heinrich Ulrich, Lorenz Johann Daniel Suckow, Johann Ernst Basilius Wiedeburg und Johann Ernst Immanuel Walch besuchte. Vor allem Johann Jakob Griesbach begeisterte ihn für die Theologie, so dass er auch die theologischen Ausführungen von Johann Gottfried Eichhorn und Ernst Jakob Danovius verfolgte. Nachdem er sich am 9. Oktober 1778 den akademischen Grad eines Magisters der Philosophie erworben hatte, kehrte er zurück in seine Geburtsstadt, wo er als Lehrer am dortigen Gymnasium wirkte.
Hier hatte er auch Artikel in der Frankfurter gelehrten Zeitung verfasst, absolvierte das theologische Examen vor dem Predigerministerium und zog 1780 als Privatdozent an die Universität Göttingen. In Göttingen wirkte er als Hauslehrer und erweiterte er seine Kenntnisse zur Geschichte unter Christian Gottlob Heyne. 1783 wurde Gabler Professor der Philosophie am Archigymnasium in Dortmund, 1785 dritter Professor an der Universität Altdorf und Diakon an der dortigen Stadtkirche. Nachdem er 1787 zum Doktor der Theologie promoviert hatte, stieg er 1793 zur zweiten theologischen Professur auf und war damit verbunden Archidiakon der Altdorfer Stadtkirche St. Laurentius. Hier beteiligte er sich auch an den organisatorischen Aufgaben der Altdorfer Hochschule und war zwei Mal in den Jahren 1791, 1799 Rektor der Bildungseinrichtung. Im Jahr 1804 wurde er als zweiter Professor der Theologie an die Universität Jena berufen und erhielt den Titel eines Kirchenrats von Sachsen Weimar. 1812 rückte er in die erste theologische Professur auf, wurde geheimer Kirchenrat und 1822 Ritter des Sachsen-Weimarischen weißen Falkenordens, sowie 1822 Direktor des evangelischen theologischen Seminars in Jena. An der dortigen Hochschuleinrichtung beteiligte er sich auch an den organisatorischen Aufgaben der Salana und war in den Wintersemestern 1806, 1810, 1812, 1818, 1822 Rektor der Alma Mater.
Gabler huldigte dem entschiedensten Rationalismus und erwarb sich besonders um die Begriffsbestimmung der biblischen Theologie Verdienste (De justo discrimine theologiae biblicae et dogmaticae, Altdorf 1787). Die meisten seiner Arbeiten stehen in den von ihm herausgegebenen Zeitschriften: Neuestes theologisches Journal (Nürnberg 1798–1800), Journal für theologische Literatur (1801–1804) und Journal für auserlesene theologische Literatur (1805–11).
Gabler verehelichte sich am 2. Oktober 1785 in Dortmund mit Josine Isabelle Christine Hoffmann (* 18. Mai 1763 in Dortmund; † Bayreuth), der Tochter des Prorektors des Archigymnasiums in Dortmund und Professors der Theologie Gotthilf August Hoffmann (* 21. September 1720 in Glaucha; † 13. April 1769 in Dortmund). Aus der Ehe stammten neun Kinder; darunter der Philosoph und Nachfolger Hegels in Berlin, Georg Andreas Gabler (1786–1853) und die beiden evangelischen Pfarrer Theodor August Gabler (* 3. Januar 1788 in Altdorf; † 25. April 1849 in München) und Johann Gottfried Gabler (1798 in Altdorf; † 7. Februar 1879 in Dornburg), die später einige seiner Schriften herausgaben. Seine Tochter Sabina Dorothea Gabler (* 13. Juli 1801 in (Ansbach?); † 24. November 1875 in Weimar) verheiratete sich am 25. November 1825 in Oßmannstedt bei Weimar mit dem Gerichtsrat Heinrich Ernst Karl Reichardt (* 30. März 1787 in Schmölln; † 1. Oktober 1860 in Camburg).

## Werke (Auswahl)
- Diss. exegetica in illustrem locum HHebr. 3, 3–6. Jena 1778
- Diss. critica de capitibus ultimis IX-XIII posterioris Epistolae Pauli ad Corinthios ab eadem haud separandis. Göttingen 1782
- Revision des Campiscchen neuen metaphysischen Beweises für die Unsterblichkeit der Seele. Eine Einladungsschrift. Dortmund 1784–1785, 2. Abt.
- Zachariä’s paraphrasische Erklärung der Briefe an die Corinther herausgegeben von Vollborth. Göttingen 1784 (Nur S. 1–48 des 1. Teils sind von Gabler)
- Einsegnungsrede bei dem Sarge des Herrn Christoph Andreas Fürers von Haimendorf. Altdorf 1786
- Prolusio exegetica in locum difficilem Galat. 3, 20. Altdorf 1787
- De justo discrimine theologiae biblicae et dogmaticae, regundisque recte utriusque finibus, oratio. Altdorf 1787
- Diss. theol. inaug de Jacobo, epistolae eidemadcriptae auctore. Altdorf 1787
- Entwurf einer Hermeneutik des Neuen Testaments. Altdorf 1788
- Entwurf einer historisch-kritischen Einleitung in das Neue Testament. Altdorf 1789
- Sammlung einiger Predigten. Nürnberg und Altdorf 1789
- J. G. Eichhorn’s Urgeschichte, Herausgegeben mit Einleitung und Anmerkungen. 1. Band Altdorf 1790, 2. Band 1. Teil, Altdorf 1792, 2. Band 2. Teil, Altdorf 1793
- De librorum ecclesiae symbolicorum et legis regiae pro tuenda eorum auctoritate Leopoldo II scriptae justa ratione ad libertatem coetibus evangelicis propriam, oratio. Altdorf 1791
- Einsegnungsrede bei dem Sarge des Herrn Dr. J. B. Hoffer’s. Altdorf 1792
- J. S. Moerlii scholia philologica et critica ad selecta sacri codicis loca. Editio altera emendata et aucta cum praefatione J. Ph. Gableri. Nürnberg 1793
- Neuer Versuch über die mosaische Schöpfungsgeschichte aus der höheren Kritik; Ein Nachtrag zum ersten Teil seiner Ausgabe der Eichhorn’schen Urgeschichte. Altdorf und Nürnberg 1795
- Neustes theologisches Journal. Nürnberg 1796–1800, 5 Bände.
- Theologisches Gutachten über die Zulässigkeit der Ehe mit des Vaters Bruders Wittwe. Nürnberg 1797
- Oratio de Theologorum Altdorfinorum per hoc aeculum meritis eorumque justa aestimatione. Nürnberg 1797
- Journal für theologische Literatur. Nürnberg 1801–1804, 4 Bände.
- Journal für auserlesene theologische Literatur. Nürnberg 1804–1811, 6 Bände.
- Diss. de episcopis primae ecclesiae christianae eorumque orgine. Jena 1805
- Progr. Novarum cuarum in locum Paullinum 2 Cor.. 5, 14–21. Pars. I und II Jena 1805, Pars. III Jena 1806, Pars IV. Jena 1807
- Progr. Inest Meletema I in locum Joh. 1, 29. Jena 1808, Melet. II Jena 1809, Melet. III Jena 1810, Melet. IV Jena 1811,
- Progr. Quo argumentandi genere usus sit auctor Epist. ad Ebraeos cap. 5. v. 5.6. Quaestio prior. Jena 1814; Quaestio posterior. Jena 1815
- De tenuibus initiis, vera natura et indole doctrinae Evangelicae per Lutherum instaurate, variisque illius ad nostra usque tempora vicissitudinibus atque multiplici usu ex hac doctrinae Evangelicae indole ac historia capienda. Oratio, - quam in memoriam saeculorum instauratae - per M. Lutherum doctrinae Evangelicae, recitavit etc. Jena 1818
- Progr. pentecostale, quo in. . . Epistolae Publii Lentuli ad Senatum Romanum de Jesu Christo scriptae inquiritur. Jena 1819
- J. J. Griesbachii opuscula academica, edidit J. Ph. Gabler. Jena 1825
- D. Johann Philipp Gablerʼs kleinere theologische Schriften. Hrsg. von seinen Söhnen, Theodor August Gabler und Johann Gottfried Gabler. Ulm 1831. I. Band, II. Band.